# Denisa Kera
Denisa Reshef Kera (* 17. září 1974, Mělník) je česká publicistka, historička umění, kurátorka, teoretička médií a vysokoškolská pedagožka. Ve své práci experimentuje s kreativními strategiemi zapojení veřejnosti do vznikajících vědeckých a technologických kontroverzí.

## Život
Vystudovala Filozofickou fakultu Univerzity Karlovy v Praze (1999) a dokončila Ph.D. disertační práce o performativitě v jazyce a počítačových kódech. Dříve pracovala jako výzkumná asistentka Studia nových médií Ústavu informačních studií a knihovnictví na Univerzitě Karlově a byla členkou Centra globálních studií. Má globální zkušenosti vědkyně, která se zabývá výzkumem projektů otevřené a občanské vědy (Národní univerzita v Singapuru, Arizonská státní univerzita, Univerzita Karlova). V roce 2021 nastoupila na Telavivskou univerzitu s výzkumným projektem zaměřeným na webmonetizaci a blockchainové technologie pro tvorbu obsahu. Působila jako výzkumná pracovnice Marie Curie na BISITE na Univerzitě v Salamance. V roce 2004 spoluzaložila společnost ScArt a v roce 2006 pak organizaci C2C. Kurátorovala řadu výstav a projektů souvisejících s uměním, technologií a vědou, včetně ENTER3, Artists in Labs a TransGenesis: festival biotechnologie a umění.

## Literární činnost
V letech 2001–2003 přispívala články na webovou stránku časopisu Respekt. V roce 2023 publikovala knihu Algoritmy a automatizace: Řízení rituálů, strojů a prototypů, od slunečních hodin po blockchain.

## Výzkumná témata
„Cílem mých projektů je zažít, že máme možnost volby něco měnit. Cílem je ukázat, že není jen jeden dokonalý způsob, jak žít, tvořit, reagovat...“ uvedla Denisa Kera v rozhovoru pro stránku Hovory s filozofy. Zabývala se tématem blockchain, na který později vydala celou knihu. Pro tento výzkum se zapojila do skupiny BISITE jako Marie Curie Senior Fellow. Jako filozofku ji zaujala funkce algoritmu a možnost vzbouřit se a vymezit se vůči všemu, co omezuje imaginaci. Dalším řešeným tématem je problematika STS (Science, Technology and Society).